# Giuseppe Micheli (pentatleta)
Giuseppe Micheli (1888) è stato un pentatleta italiano.

## Biografia
Nato nel 1888, a 36 anni partecipò ai Giochi olimpici di Parigi 1924, terminando 33º nell'individuale con 137 punti (32º nel tiro a segno, 35º nel nuoto, 22º nella scherma, 17º nel'equitazione e 30º nella corsa).